# Lammbrauerei (Burgau)

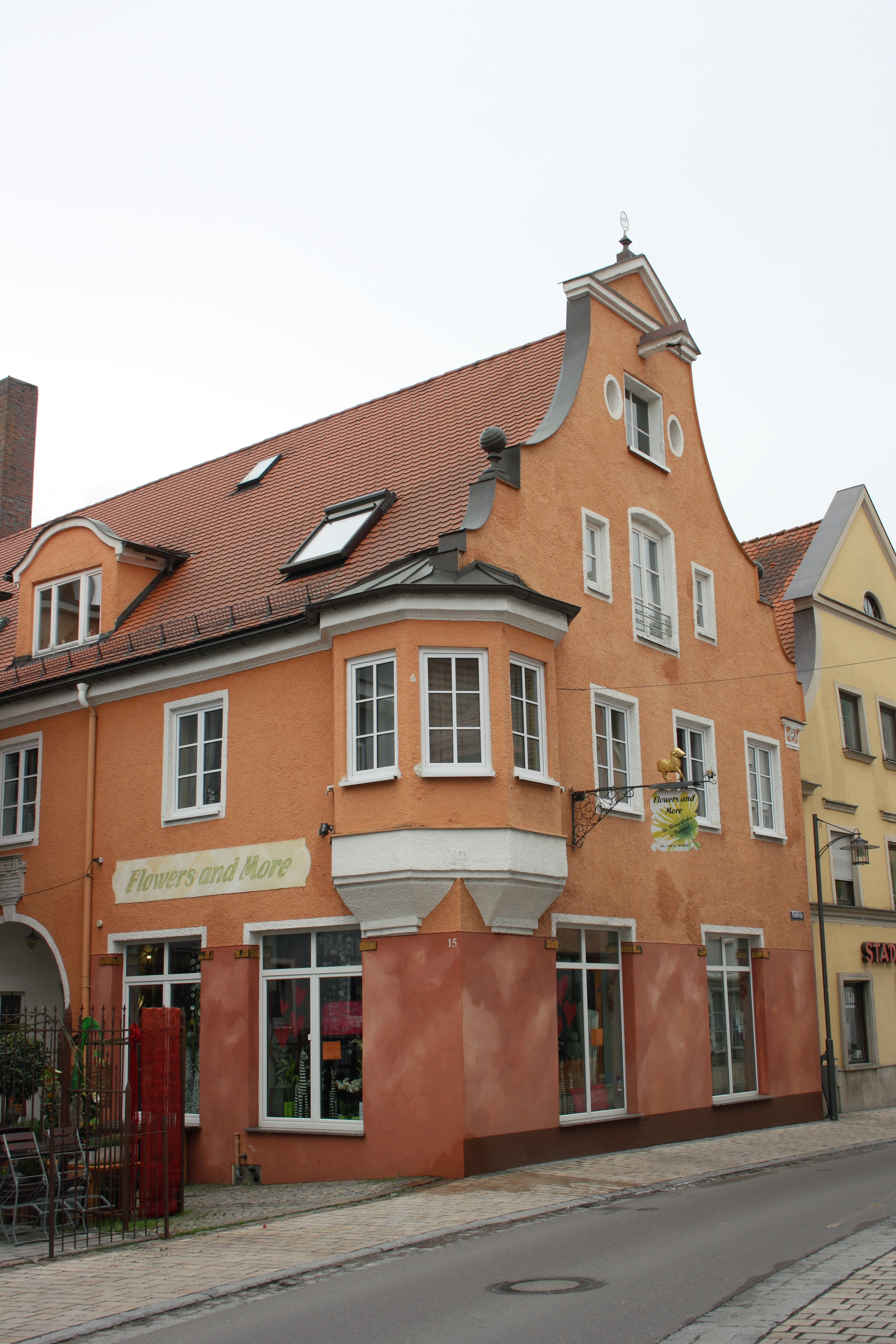
Lammbrauerei in Burgau

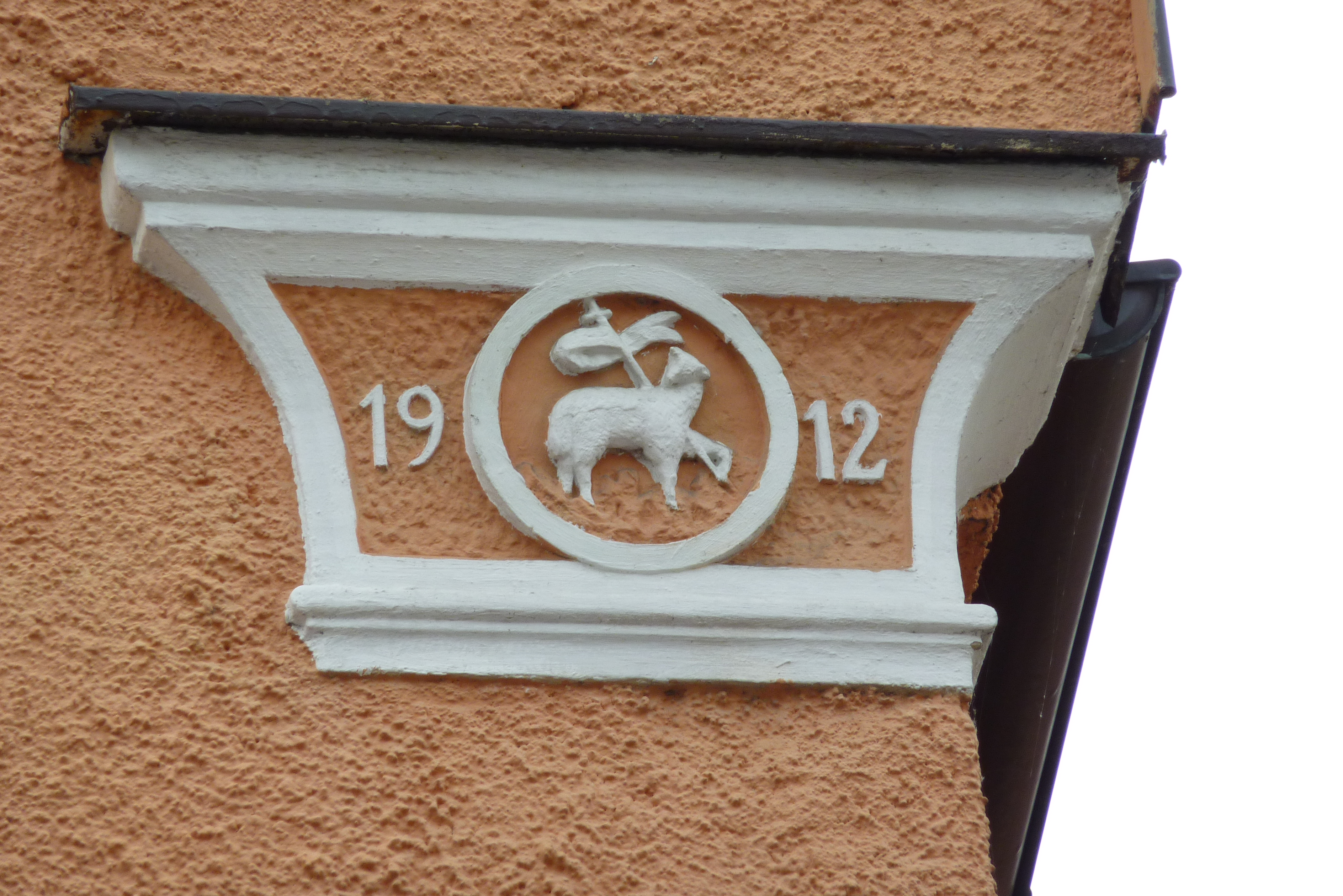
Ansatz des Schweifgiebels

Die Lammbrauerei in Burgau, einer Stadt im schwäbischen Landkreis Günzburg (Bayern), wurde 1911/12 errichtet. Die ehemalige Brauerei mit Gasthof an der Stadtstraße 15 ist ein geschütztes Baudenkmal.

## Beschreibung
Der zweigeschossige, giebelständige Satteldachbau mit Schweifgiebel besitzt einen Eckerker. Auf der Rückseite schließt sich das Brauereigebäude mit Satteldach an. Das Gasthaus wurde in barockisierenden Formen errichtet.